# 颱風法蘭 (1976年)
颱風法蘭（英語：Typhoon Fran）為1976年太平洋颱風季的熱帶氣旋之一。

## 影響

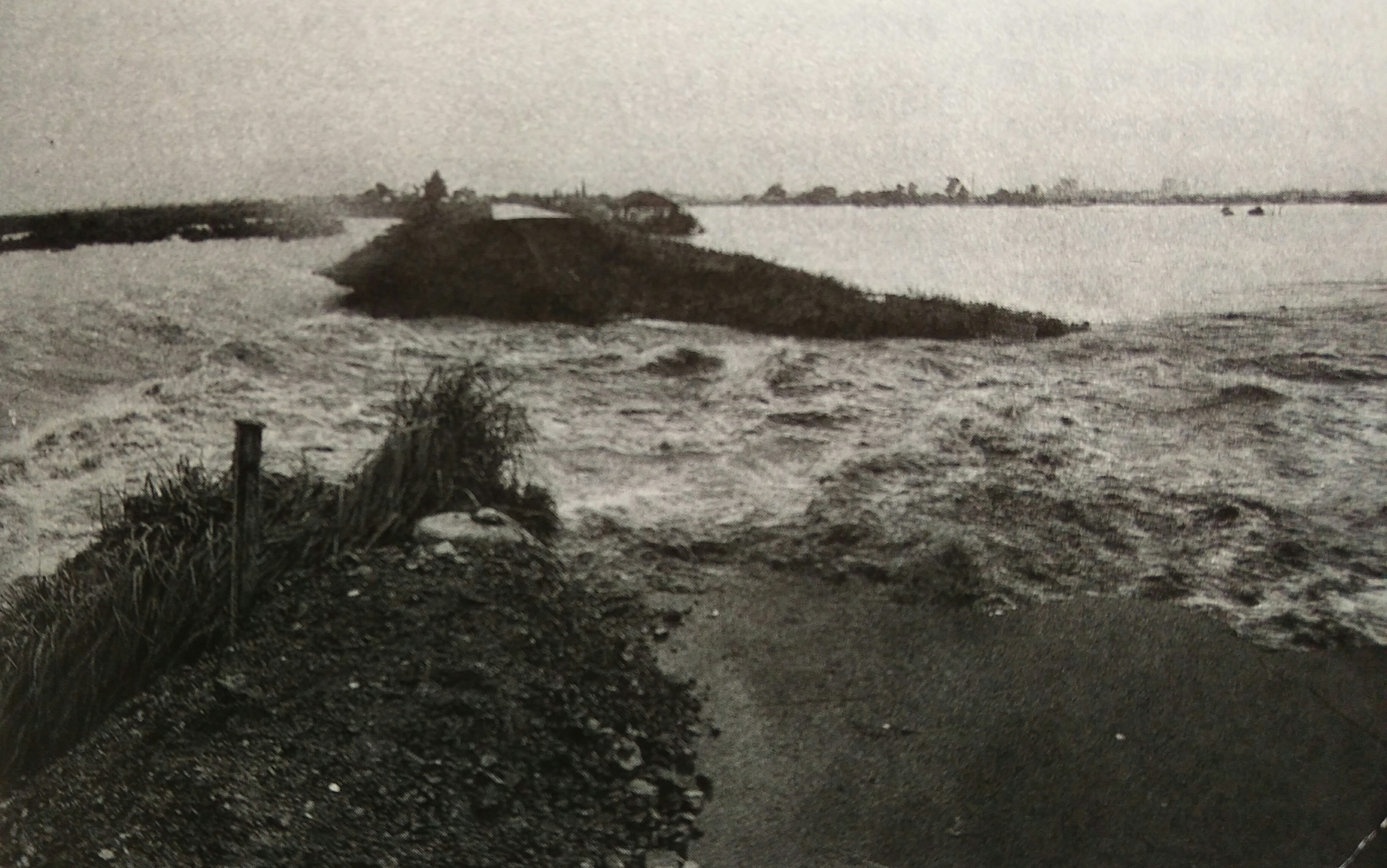

### 日本
颱風法蘭在日本造成嚴重災害，並造成169人死亡、435人受傷。

### 台灣
- 當地評定巔峰強度分級：（CWB）
- 當地評定最大持續風速：68每秒（132節；240每小時）（一分鐘）
- 當地發布之颱風警報：海上颱風警報

## 熱帶氣旋警告使用記錄

### 臺灣
| 中央氣象局 颱風警報 | 中央氣象局 颱風警報 | 中央氣象局 颱風警報 |
| ------------------- | ------------------- | ------------------- |
| 上一熱帶氣旋        | 海上颱風警報        | 下一熱帶氣旋        |
| 輕度颱風戴特        | 海上颱風警報        | 中度颱風愛莉斯      |

## 外部連結
- . 國立情報學研究所. （英文）